# Delia opacitas
Delia opacitas är en tvåvingeart som först beskrevs av Huckett 1965.  Delia opacitas ingår i släktet Delia och familjen blomsterflugor. Inga underarter finns listade i Catalogue of Life.